# Занкт-Вендель
Занкт-Вендель  (нім. Sankt Wendel) — місто в Німеччині, знаходиться в землі Саар. Адміністративний центр району Занкт-Вендель.
Площа — 113,54 км2. Населення становить 25 337 ос. (станом на 31 грудня 2021).